# Dicathais orbita
Dicathais orbita är en snäckart som först beskrevs av Gmelin 1791.  Dicathais orbita ingår i släktet Dicathais och familjen purpursnäckor. Inga underarter finns listade i Catalogue of Life.

## Bildgalleri

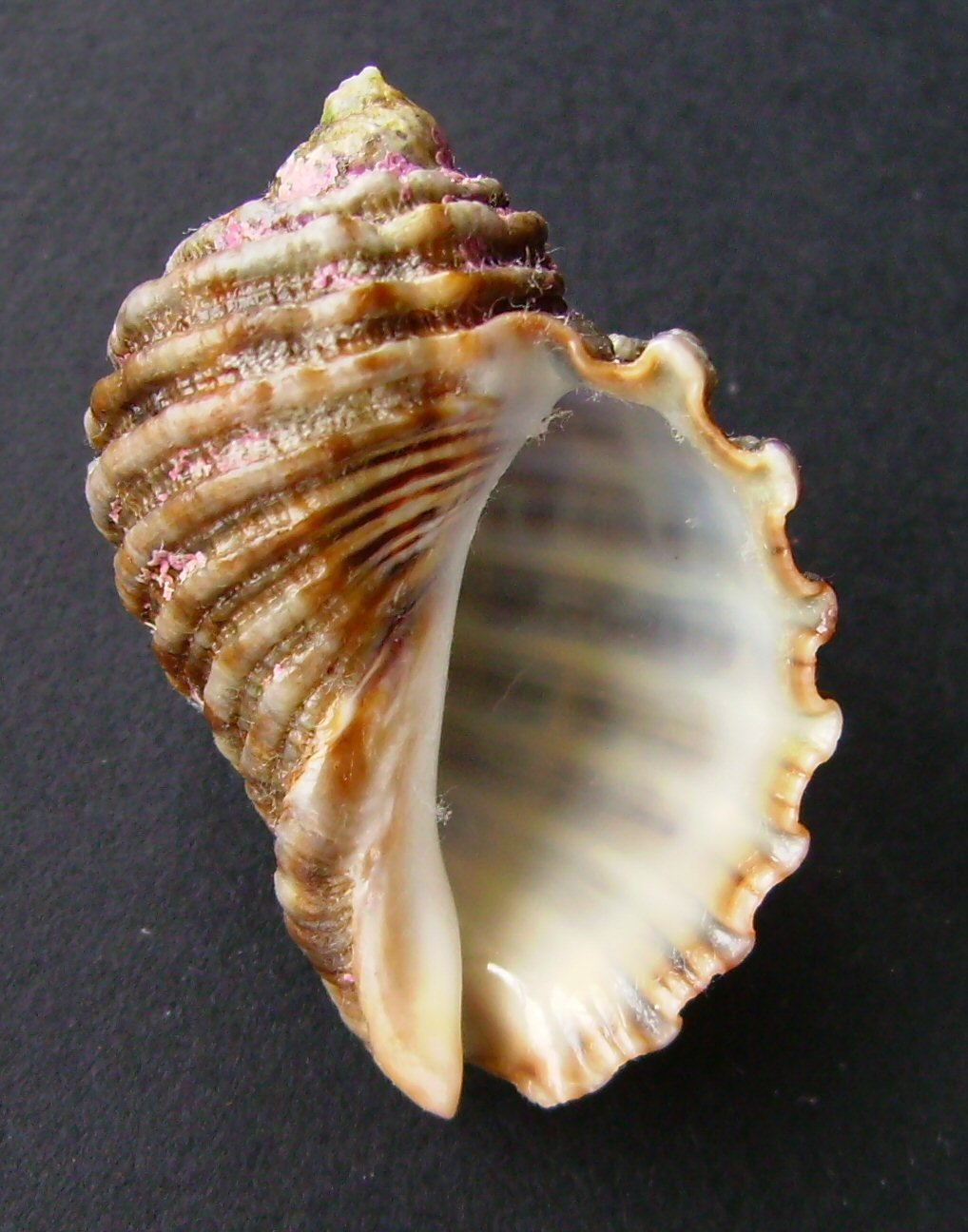